# Ichneumon haeselbarthi
Ichneumon haeselbarthi là một loài tò vò trong họ Ichneumonidae.